# Münzkabinett (Vienna)

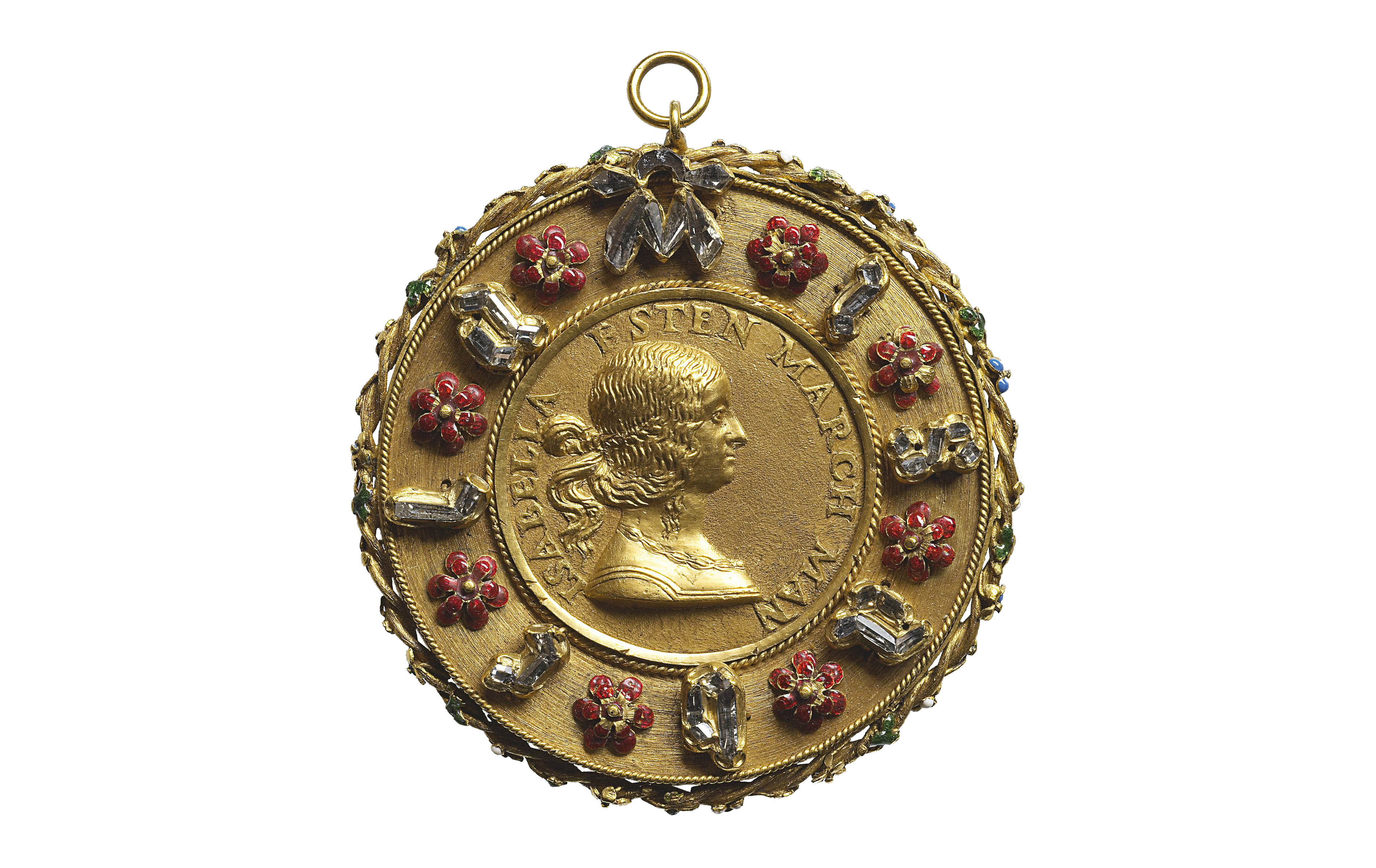
Giovanni Cristoforo Romano, Medaglione di Isabella d'Este, 1505 ca.

Il Münzkabinett (Gabinetto numismatico) di Vienna è costituito dalla collezione di monete ospitate al Kunsthistorisches Museum. Il gabinetto numismatico viennese ospita una delle 5 più grandi collezioni di monete al mondo. Possiede circa 700.000 oggetti che risalgono a tre diversi millenni, non solo monete, ma anche banconote, medaglie e altri oggetti collegati. Circa 2.000 sono esposti nelle tre sale mostra permanente.

## Storia
Il gabinetto ha ereditato la collezione degli Asburgo. Il primo catalogo fu redatto negli anni 1547/50 da Leopold Heyperger, che era il tesoriere dell'imperatore Ferdinando I. Queste monete erano per lo più monete romane.
Un'altra collezione afferita al Münzkabinett fu quella del figlio dell'imperatore, l'arciduca Ferdinando II. I medaglieri che la ospitavano si trovano ora al  Münzkabinett e a Innsbruck al castello di Ambras. La collezione imperiale fu ampliata da Rodolfo II, che fu anche un mecenate dell'arte della medaglia. Nel 1712 l'imperatore Carlo VI nominò ispettore delle medaglie e antichità Carl Gustav Heraeus, un accademico svedese. Heraeus fu incaricato di fondere la collezione di Ferdinando, che si trovata alla biblioteca di corte con il tesoro di Leopoldo, che era allo  Stallburg, e la collezione numismatica del castello di Ambras, dando così vita al gabinetto imperiale, riunito in un'unica sede, e per l'occasione l'incisore di conii e di gemme Philip Christoph Becker coniò una moneta dedicata all'evento.
Il marito di Maria Teresa,  l'imperatore Francesco I impresse una svolta alla collezione ponendo l'attenzione anche sulle monete moderne e, nel 1748, ordinò che il Numophylacium Carolino-Austriacum e il Numophylacium imperatoris Francisci I fossero fuse dando così luogo a una grande collezione il cui inventario, elencò circa 50.000 pezzi di cui 21.000 monete antiche.
Nel 1774 a capo del Münzkabinett fu nominato Joseph Hilarius Eckhel, un gesuita, che rifece il catalogo con nuovi criteri; il suo sistema, “Eckhelsche Ordnung” è tuttora in uso. Il suo testo, Doctrina nummorum veterum fece il giro del mondo e diede fama alla collezione che descriveva.
Dopo l'apertura della nuova sede del Kunsthistorisches Museum sulla Ringstraße nel 1891, ci fu la riunificazione delle varie collezioni imperiali in un'unica sede. Il “Münz- und Antikenkabinett” fu posto dapprima al primo piano e spostato in seguito al secondo nel 1899. Dal 1900, Münzkabinett è stato separato dalla Antikensammlung (collezione delle antichità).